# Daspletis placodes
Daspletis placodes är en tvåvingeart som beskrevs av Jason Gilbert Hayden Londt 1983. Daspletis placodes ingår i släktet Daspletis och familjen rovflugor. Inga underarter finns listade i Catalogue of Life.